# Francis Farewell
 (février 2017).
Si vous disposez d'ouvrages ou d'articles de référence ou si vous connaissez des sites web de qualité traitant du thème abordé ici, merci de compléter l'article en donnant les références utiles à sa vérifiabilité et en les liant à la section « Notes et références ».
Le lieutenant Francis George Farewell (1784-1829) est un colon britannique de l'Afrique du Sud. Il est le père fondateur du Port Natal. 